# Aleksander Pawlicki
Aleksander Pawlicki (ur. 24 stycznia 1898 w Pułtusku, zm. 14 maja 1933 tamże) – polski rzemieślnik, starszy ułan Wojska Polskiego, kawaler Orderu Virtuti Militari.

## Życiorys
Urodził się 24 stycznia 1898 w Pułtusku, w rodzinie Franciszka i Julianny z Arbuźińskich. Absolwent szkoły miejskiej. Szkolił się i później pracował w zawodzie kaflarza. Od 20 listopada 1918 żołnierz ochotnik w odrodzonym Wojsku Polskim. Służył w 3 pułku ułanów śląskich na froncie polsko-bolszewickim. Brał min. udział w walkach: pod Sokalem, Białą Cerkwią, Berezyną.
Szczególnie zasłużył się: 1 VIII 1920 podczas walk pod wsią Kniaginia z własnej inicjatywy otworzył ogień ze swojego ckm, czym udaremnił oskrzydlenie cofającego się pułku. W 1921 za tę postawę został odznaczony Krzyżem Srebrnym Orderu Wojskowego Virtuti Militari.
10 grudnia 1921 został zwolniony z wojska. Po wojnie wrócił do Pułtuska, gdzie pracował w swoim zawodzie. Działał w Związku Legionistów Polskich i oddziale konnym Związku Strzeleckiego. Zmarł tam 14 maja 1933.
Był żonaty z Julianną Boniecką, z którą miał dwie córki:Halinę Jadwigę (ur. 27 maja 1923) i Władysławę (ur. 5 stycznia 1925).

## Ordery i odznaczenia
- Krzyż Srebrny Orderu Wojskowego Virtuti Militari nr 5154[2][8][9] – 1921[4]
- Krzyż Walecznych nr 514 – 21 marca 1920[10][11][2]
- Odznaka pamiątkowa Dywizji Podlaskiej[12]
- Odznaka pamiątkowa Federacji PZOO 2. stopnia[12]